# Ocoyucan (kommun i Mexiko)
Ocoyucan är en kommun i Mexiko.   Den ligger i delstaten Puebla, i den sydöstra delen av landet, 100 km sydost om huvudstaden Mexico City.
Följande samhällen finns i Ocoyucan:
- Santa Clara
- San Bernabé Temoxtitla
- Santa María Malacatepec
- Santa Martha Hidalgo
- Francisco Sarabia
- San Isidro Petlácatl
- Emilio Portes Gil
- La Pastoría
- San Hipólito Achiapa
- Diez de Abril
- Ixtecpatla
- San Nicolás
- La Cantera